# Luc Besson

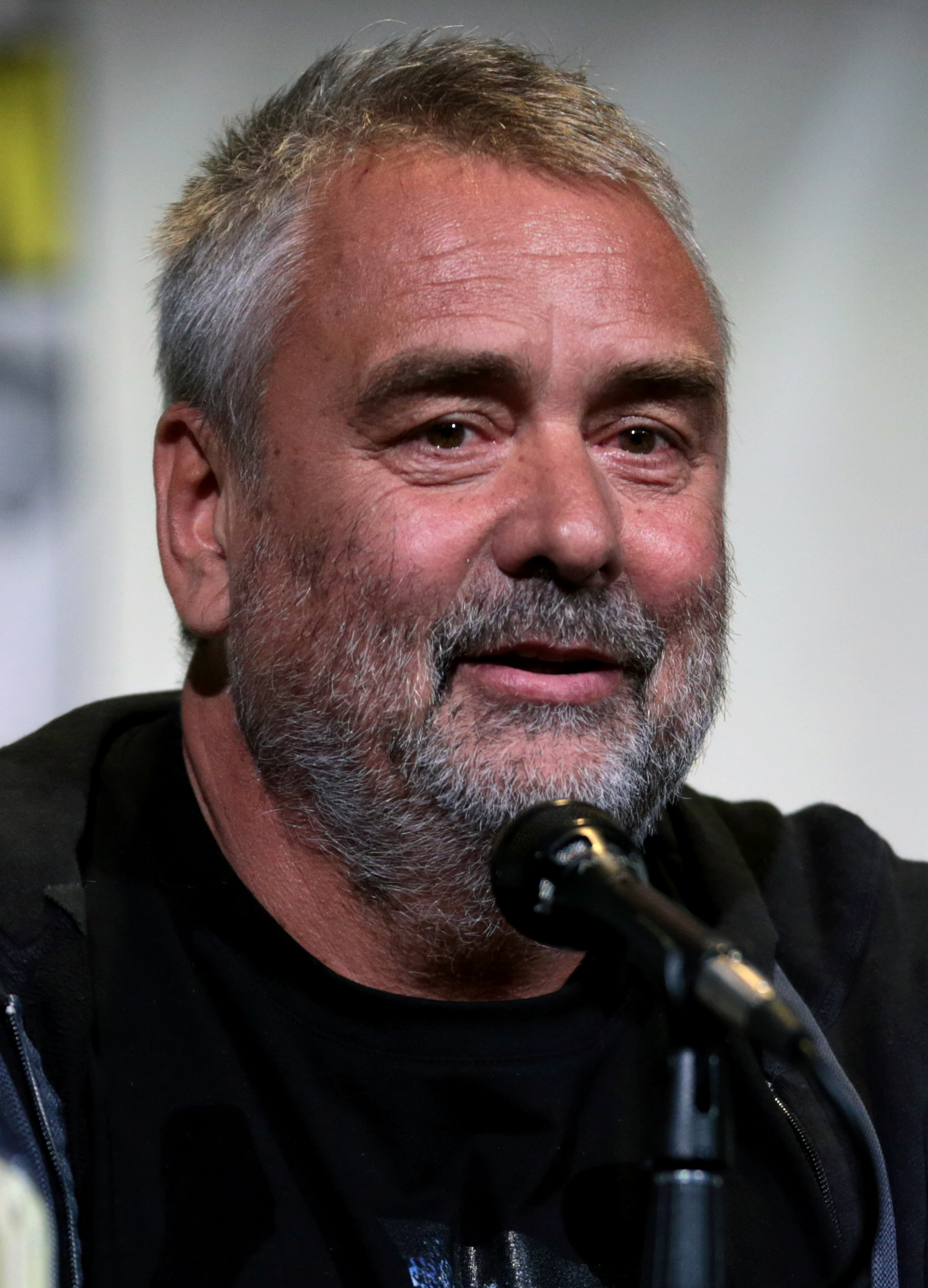
Luc Besson (2016)

Luc Paul Maurice Besson (* 18. März 1959 in Paris) ist ein französischer Filmregisseur, Filmproduzent und Autor.

## Leben
Die ersten Jahre seines Lebens reiste Luc Besson mit seinen Eltern, die als Tauchlehrer tätig waren, um die Welt und lebte während seiner Kindheit zeitweise in Italien, Jugoslawien und Griechenland. Schon als Jugendlicher schrieb er erste Entwürfe des Drehbuchs von Im Rausch der Tiefe und, mit 16 Jahren, den ersten Roman zu Das fünfte Element, den er Jahre später erfolgreich verfilmte.
Als Jugendlicher wollte Besson allerdings noch Meeresbiologe werden. Ein Tauchunfall mit 17 machte dieses Berufsziel unerreichbar. Er zog nach Paris und begann, sich für das Medium Film zu interessieren. Bald stellte er fest, dass er damit alle seine Interessen zum Ausdruck bringen konnte. Besson zog für drei Jahre in die Vereinigten Staaten, um sich mit dem dortigen Filmschaffen vertraut zu machen. Anschließend kehrte er wieder nach Frankreich zurück und gründete seine eigene Produktionsfirma Les Films de Loups (heute: Les Films de Dauphins).
Besson arbeitet oft mit den Schauspielern Jean Reno und Gary Oldman zusammen, die Musik zu seinen Filmen schreibt in der Regel Éric Serra. An vielen seiner Produktionen ist der Drehbuchautor Robert Mark Kamen beteiligt. Thierry Arbogast ist sein Stammkameramann. Seit 2009 ist Julien Rey für den Schnitt seiner Filme verantwortlich.
Luc Besson ist zum vierten Mal verheiratet und Vater von fünf Töchtern. In erster Ehe war er mit der Schauspielerin Anne Parillaud verheiratet, die auch in seinem Film Nikita die Hauptrolle spielte. Mit ihr hat er eine Tochter. Aus zweiter Ehe mit Maïwenn Le Besco (1992–1997) stammt Tochter Shana (* 1993), die 2004 ihr Filmdebüt als Kinderdarstellerin gab. In dritter Ehe (1997–1999) war er mit Model und Schauspielerin Milla Jovovich verheiratet. In vierter Ehe ist Besson seit 2004 mit Virginie Silla verheiratet, mit der er drei Töchter hat.
Im Jahr 2000 gründete er zusammen mit Pierre-Ange Le Pogam die Filmproduktionsgesellschaft EuropaCorp.
Am 11. September 2006 gab Besson bekannt, sich im Anschluss an Arthur und die Minimoys aus dem Filmgeschäft zurückziehen und sich künftig um Jugendliche in den Banlieues kümmern zu wollen. Bereits zu Anfang seiner Karriere habe er sich vorgenommen, nicht mehr als zehn Filme als Regisseur zu verwirklichen. Bald darauf nahm er jedoch wieder Abstand von dieser Entscheidung.
Im Jahr 2009 stellte er zum internationalen Umwelttag am 5. Juni seinen neuen Film Home vor, den er gemeinsam mit dem französischen Fotografen Yann Arthus-Bertrand produzierte. Für die Öffentlichkeit frei an vielen verschiedenen Orten fanden an diesem Tag öffentliche Filmvorführungen statt und der Film wurde auf YouTube zur freien Verfügung bereitgestellt. Mit Lucy konnte Besson dann 2014 wieder einen internationalen Kinoerfolg feiern.
Besson wurde 2016 wegen Plagiats verurteilt, da sich die Schöpfer des Films Lockout bei John Carpenters Film Die Klapperschlange bedient hatten.
Im Mai 2018 erstattete die belgisch-niederländische Schauspielerin Sand Van Roy nach einem Treffen mit Besson gegen ihn Strafanzeige wegen Vergewaltigung. In der Folge brachte sie weitere Vorwürfe sexueller Gewalt gegen ihn vor, die er im Rahmen einer zweijährigen Beziehung „beruflicher Hörigkeit“ (Emprise professionnelle) an ihr begangen habe. Das folgende Strafverfahren wurde Anfang Dezember 2021 auf Antrag der Staatsanwaltschaft von der Ermittlungsrichterin eingestellt, die Einstellung wurde vom Kassationsgericht im Jahr 2023 bestätigt.

## Filmografie (Auswahl)

### Regie
- 1981: Avant dernier
- 1983: Der letzte Kampf (Le Dernier Combat)
- 1985: Subway
- 1988: Im Rausch der Tiefe (Le Grand Bleu)
- 1990: Nikita
- 1991: Atlantis (Dokumentation)
- 1994: Léon – Der Profi (Léon)
- 1997: Das fünfte Element (Le Cinquième Élément)
- 1999: Johanna von Orleans (The Messenger: The Story of Joan of Arc)
- 2005: Angel-A
- 2006: Arthur und die Minimoys (Arthur et les Minimoys)
- 2009: Arthur und die Minimoys 2 – Die Rückkehr des bösen M (Arthur et la vengeance de Maltazard)
- 2010: Adèle und das Geheimnis des Pharaos (Les Aventures Extraordinaires d’Adèle Blanc-Sec)
- 2010: Arthur und die Minimoys 3 – Die große Entscheidung (Arthur et la guerre des deux mondes)
- 2011: The Lady
- 2013: Malavita – The Family (The Family)
- 2014: Lucy
- 2017: Valerian – Die Stadt der tausend Planeten (Valerian and the City of a Thousand Planets)
- 2019: Anna
- 2023: Dogman
- 2025: June and John
- 2025: Dracula – Die Auferstehung (Dracula: A Love Tale)

### Produktion
- 1990: Nikita (Co-Produzent; uncredited)
- 1998: Taxi
- 2000: Taxi Taxi (Taxi 2)
- 2000: The Dancer
- 2001: Kiss of the Dragon
- 2001: Wasabi – Ein Bulle in Japan (Wasabi)
- 2001: Yamakasi – Die Samurai der Moderne (Yamakasi)
- 2002: La Turbulence des fluides
- 2002: The Transporter (Le Transporteur)
- 2003: Taxi 3
- 2003: Fanfan der Husar (Fanfan la tulipe)
- 2003: Michel Vaillant (Co-Produzent; uncredited)
- 2003: High Tension (Haute Tension)
- 2004: Die purpurnen Flüsse 2 – Die Engel der Apokalypse (Les Rivières pourpres II – Les anges de l'apocalypse) (Co-Produzent)
- 2004: Ghettogangz – Die Hölle vor Paris (Banlieue 13) (Regie: Pierre Morel)
- 2005: Unleashed – Entfesselt (Danny The Dog)
- 2005: Revolver
- 2005: Three Burials – Die drei Begräbnisse des Melquiades Estrada (The Three Burials of Melquiades Estrada) (Regie: Tommy Lee Jones)
- 2005: Transporter – The Mission (Le Transporteur II)
- 2006: Bandidas
- 2007: Taxi 4
- 2007: Frontier(s) – Kennst du deine Schmerzgrenze? (Frontière(s))
- 2008: 96 Hours (Taken)
- 2008: Transporter 3 (Le Transporteur 3)
- 2009: Ghettogangz 2 – Ultimatum (Banlieue 13 – Ultimatum)
- 2009: Home
- 2009: Staten Island
- 2010: From Paris with Love
- 2010: Adèle und das Geheimnis des Pharaos (Les aventures extraordinaires d'Adèle Blanc-Sec)
- 2010: 22 Bullets (L’Immortel)
- 2010: Paris Express (Coursier)
- 2011: Colombiana
- 2011: Quelle der Frauen (La source des femmes)
- 2012: Lockout
- 2012: 96 Hours – Taken 2 (Taken 2)
- 2014: 3 Days to Kill
- 2014: Brick Mansions
- 2014: The Homesman
- 2014: 96 Hours – Taken 3 (Taken 3)
- 2016: The Warriors Gate
- 2017: Valerian – Die Stadt der tausend Planeten (Valerian and the City of a Thousand Planets)
- 2017: Renegades – Mission of Honor (Renegades)
- 2018: Taxi 5
- 2019: Anna
- 2022: Arthur, Malédiction

### Werbespots
- 1984: DIM Underwear
- 1997: L’Oréal (mit Milla Jovovich)
- 1998: Chanel No. 5 (mit Estella Warren)
- 2003: Estée Lauder Beyond Paradise (mit Carolyn Murphy)

### Musikvideos
- 1984: Isabelle Adjani – Pull Marine
- 1993: Mylène Farmer – Que mon cœur lâche (My Soul is Slashed)
- 2003: Madonna – Love Profusion

## Auszeichnungen
Der letzte Kampf
- 1983: Spezialpreis der Jury beim Filmfestival des Fantastischen Film in Avoriaz
- 1983: Kritikerpreis beim Brussels International Fantastic Film Festival
- 1984: Großer Preis für den besten Film bei Fantasporto

César
- 1995: Auszeichnung für Beste Regie bei Léon – Der Profi (Léon)
- 1996: Auszeichnung als bester fremdsprachiger Film für Léon – Der Profi
- 1998: Auszeichnung als Bester Regisseur für Das fünfte Element (Le Cinquième Élément)

Cinema for Peace
- 2012: Auszeichnung des Internationalen Filmpreises für Menschenrechte in Zusammenarbeit mit Amnesty International und dem Human Rights Film Network für The Lady